# Acontia albizona
Acontia albizona is een vlinder van de familie van de uilen (Noctuidae). De wetenschappelijke naam van deze soort is voor het eerst voorgesteld als Procriosis albizona door George Francis Hampson in een publicatie uit 1918.
De soort komt voor in Kenia.